# Route départementale 20 (Finistère)
Pour les articles homonymes, voir Route départementale 20.
La route des Châteaux, abrégée en D 20, est une des Routes du Finistère, qui relie Quimper à  Échangeur entre D 785 et C 14 près de Tréméoc en contournant Plomelin. La D 20, classée, dessert les châteaux de la rive droite de l'Odet, Plomelin et les Vire-Court.

## Trajet de la Route des Châteaux

### D 20
- Quimper, rond-point de Ludugris avec D 785
- Châteaux de Keraval et de Kerhuel
- Pen-Menez (Plomelin)
- Domaines de Kerdour et de Kerbernez
- Château de Kerambléïs, accès aux Vire-Court
- Domaine de Rossulien, Le Leuré, fin de la D 20

### Voie Communale C 14
- Domaine du Perennou
- Saint-Roch
- Anse de Combrit
- Kerlaouen, intersection avec la D 144
- Échangeur entre D 785 et C 14